# Подгорный (ЗАТО Железногорск)
Подго́рный — посёлок городского типа в Красноярском крае России. Входит в городской округ ЗАТО Железногорск. Расположен в 30 км к северо-востоку от Красноярска, на правом берегу реки Енисей. Территория посёлка 7 км². Является четвёртым по населению поселком (после Емельяново, Берёзовки и Солонцов) в Красноярской агломерации.

## История
Весной 1953 года началось строительство особого объекта военнослужащими (т. н. «авиаторами»). В 5 км от Красноярска-26 вблизи деревень Новый Путь и Белоруссовки была проложена дорога от тракта. На месте четвёртого района предполагалось построить в горе ангар-хранилище для авиабомб и снарядов, заказчиками строительства был почтовый ящик 70.
В 1954 году началось строительство жилых кварталов посёлка. В январе 1955 года местность была обнесена колючей проволокой. 4-й промышленный район был карантином, пересыльной базой для военных строителей Красноярска-26. В 1956 году в бараки заселились комсомольцы, приехавшие по путёвкам.
В 1958 году началось строительство специального объекта химического завода, который войдёт в оборонный комплекс горно-химического комбината и Красмаша. Основным объектом строительства был стенд для испытания ракетных двигателей. Военные строители и комсомольцы возводили в тайге новую инфраструктуру: дороги, энергетику, склады компонентов ракетного топлива, очистные сооружения, комплекс разделения воздуха для получения азота, кислорода, аргона и множество других объектов. Строительство длилось 3 года.
31 декабря 1961 года введено в эксплуатацию основное производство. С 1961 года по 1990 годы завод выполнял оборонные заказы. В 1968 году на реке Тартат была построена плотина, образовано Тартатское водохранилище, любимое место отдыха посельчан. В 1979 году сооружён ледовый дворец спорта. С 1980 года функционирует база отдыха «Факел», как пионерский и спортивный лагерь. В 1984 году окончено строительство бассейна и спортзала.
В 1988 году на заводе было размещено производство блоков для холодильников. В 1990 году в рамках плановой конверсии размещены объекты по утилизации БРПЛ и приборных отсеков. С 1998 года велись работы по строительству каталитической гидрогенизации ракетного топлива по контракту с США. В 2001 году реформировано предприятие химзавод, создано на его базе нескольких организаций. 1 июля 2008 года сняты ограничения на въезд в посёлок. Режимная зона осталась только вокруг химзавода.

## Современное состояние
Посёлок окружён зелёным массивом смешанного леса. В возрастном составе преобладают лица среднего и старшего возраста. Средний возраст жителей посёлка 47 лет.
В посёлке имеется общеобразовательная школа, школа искусств, 3 детских комбината, спорткомплекс «Факел», лыжная база «Воробьи», дом культуры «Старт», сеть магазинов, храм Воскресения Христова.
Градообразующим предприятием является химзавод, цеха ГП «Красноярский машиностроительный завод». Более 30 % населения работают на нём.

## Рельеф
Посёлок занимает южные окраины Среднесибирского плоскогорья на правобережных древних террасах Енисея. Вблизи посёлка наблюдаются выходы известняка в районе Олень-горы, большая часть территории сложена рыхлыми осадочными породами времён четвертичного оледенения. В песчаных карьерах на границе посёлка, жители обнаруживают окаменелости трилобитов и фораминифер.

## Климат
Климат резко континентальный умеренный. Устойчивый снежный покров с ноября по март. Средняя температура января: −21,6 °C, июля: +21,5 °C. Лето длится с конца мая до последней недели августа. Демисезонный период: весна, осень длительностью 1,5—2 месяца. Снежный покров стабильный, выше 20 см. Максимальный уровень в марте: 55 см. Наибольшее количество осадков в виде дождя выпадает с конца июля по октябрь.

## Растительный и животный мир
Преобладающая растительность — деревья хвойных пород: лиственница, сосна, ель; лиственные породы: берёза, осина, черёмуха, рябина, шиповник; акклиматизированные: клён, тополь, дикая яблоня. Птицы: вороны, воробьи, синицы, разные виды дятлов, коршуны, голуби, поползни. Животный мир: смешанные представители таёжной фауны центральной Сибири и юга Красноярского края: бурый медведь, заяц-русак, косули, волки, лисы, белки, бурундуки, хорьки, кроты, суслики, полёвки.

## Население
| 2002  | 2009  | 2010  | 2012  | 2013  | 2014  | 2015  |
| ----- | ----- | ----- | ----- | ----- | ----- | ----- |
| 6164  | ↘6161 | ↗6760 | ↘6743 | ↘6676 | ↘6587 | ↘6558 |
| 2016  | 2017  | 2018  | 2020  | 2021  |       |       |
| ↘6536 | ↗6541 | ↘6506 | ↘6376 | ↘5492 |       |       |